# The Pierces
The Pierces é uma dupla de pop rock de Nova Iorque. Os seus membros são as irmãs Allison Pierce (nascida em 23 de julho de 1975) e Catherine Pierce (nascida em 11 de setembro de 1977).

## Biografia

### Infância
As irmãs Pierce nasceram com dois anos de diferença em Birmingham, no Alabama. Elas viajavam com frequência e receberam ensino em casa de seus pais, que se autodescrevem como hippies. O pai delas  tocava violão em várias bandas, enquanto a mãe era pintora. Expostas à música e às artes em uma idade precoce, as irmãs Pierce cresceram ouvindo Joni Mitchell e Simon & Garfunkel. Quando crianças, elas foram incentivados a explorar o seu lado criativo e a se apresentar em festas, casamentos e igrejas. Allison começou a dançar aos três anos. As duas irmãs são bailarinas.

## Carreira musical

### 2000–2005:The PierceseLight of the Moon
Quando as irmãs Pierce frequentavam a Universidade de Auburn, um amigo delas enviou uma fita para uma gravadora de Nashville. Isso acabou resultando em seu álbum de estreia, The Pierces (2000). Ele apresenta harmonias folclóricas e músicas que podem ser enquadradas no gênero radiofónico adult alternative. Em uma entrevista de 2004, Allison Pierce comentou que o álbum é uma espécie de "se perder na confusão". Allmusic atribui a má recepção de "sem rótulo de apoio".
Em 10 de agosto de 2005, o seu segundo álbum, Light of the Moon, foi lançado pela Universal. O álbum foi produzido por Brian Sperber e contou com 11 faixas que as irmãs Pierce ou escreveu ou co-escreveu.

### 2007–2010:Thirteen Tales of Love and Revenge
Em 20 de março de 2007, seu terceiro álbum, Thirteen Tales of Love and Revenge, foi lançado nos EUA. Produzido por Roger Greenawalt (Nils Lofgren, Rabanete, Ben Kweller), o álbum foi bem resenhado, particularmente pelo single "Boring", que faz uma paródia sobre a vida de socialites e celebridades. O  álbum tem um estilo mais ousado e obscuro. Ele marca uma mudança definitiva na direção da banda, que até então tinha sido conhecido como uma dupla de folk rock.
Em 24 de outubro de 2007, The Pierces apareceram em um episódio da série de televisão Gossip Girl, da The CW Television Network, interpretando suas canções "Secret" e "Three Wishes".
Em 21 de agosto de 2008, a música "Secret" apareceu em um comercial para a série Dexter, do Showtime. Em maio de 2009, o canal de TV 5 neerlandês NET 5 usou "Secret" em um comercial para as séries de fantasia Charmed e Ghost Whisperer. "Secret" também foi escolhida tema da série de TV Pretty Little Liars - baseada na série de livros de Sara Shepard - da ABC Family. "Secret" também foi tocada nos créditos finais do filme ExTerminators.

### 2010–2012: You & I
Em 30 de maio de 2011, o quarto álbum de The Pierces, You & I. O álbum inclui os singles "Love You More", "You'll Be Mine", "Glorious" e "It Will Not Be Forgotten", temas produzido por darktones e liberado pela Polydor.

### 2012–2014:Creation
The Pierces confirmaram em sua conta no Facebook que estavam gravando novas músicas para seu quinto álbum de estúdio. Em 3 de janeiro de 2013, Pierces afirmaram para um fã via Twitter que o quinto álbum seria lançado em 2014. Em 1 de setembro de 2014, o álbum seria lançado. Creation conta com os singles "Kings" e "Believe in Me". Este último alcançou o n.º 66 da parada de singles britânica, a UK Singles Chart.

### Desde 2015
Em 2015, ambas as irmãs iniciaram projetos a solo.

## Integrantes
- Allison Pierce: vocais e violão.
- Catherine Pierce: vocais e percussão.

## Discografia

### Álbuns de estúdio
- The Pierces (2000)
- Light of the Moon (2005)
- Thirteen Tales of Love and Revenge (2007)
- You & I (2011)
- Creation (2014)

### Extended plays
- Love You More EP (2010)

Extended plays ao vivo
- You'll Be Mine EP (2011)
- iTunes Festival London 2011 (2011)